# Rubus sons
Rubus sons är en rosväxtart som beskrevs av Liberty Hyde Bailey. Rubus sons ingår i släktet rubusar, och familjen rosväxter. Inga underarter finns listade i Catalogue of Life.